# Gorbal, Hungund
Gorbal là một làng thuộc tehsil Hungund, huyện Bagalkot, bang Karnataka, Ấn Độ.